# Моржик чубатий
Моржик чубатий (Synthliboramphus wumizusume) — вид морських птахів родини алькових (Alcidae).

## Поширення
Птах поширений на північному заході Тихого океану. Гніздиться на безлюдних скелястих островах центральної та південної Японії. Колонії виду є на островах Біродзіма, Кояшима, Ебошідзіма та групі островів Ідзу. Також гніздування зафіксоване на корейському острові Чеджу та на Ліанкурових скелях. У негніздовий період трапляється навколо всіх основних островів Японії, включаючи Хокайдо, біля Сахаліна та Приморського краю Росії.

## Опис
Невеликий птах, завдовжки 22 см, вагою 160г. Верхня частина тіла сіра, нижня біла. Голова маленька, чорного кольору. У шлюбний період на голові є білий чубчик. Горло біле. Дзьоб тонкий, жовтого кольору.

## Спосіб життя
У негніздовий період живе у відкритому морі. Живиться дрібною рибою, крилем та зоопланктоном. За здобиччю пірнає у воду. Відкладання яєць починається в кінці лютого і закінчується в березні. Невеликі сімейні групи залишають племінні колонії з квітня до початку травня. Розмножується на невеликих скелястих островах. Гніздиться у норах, викопаних у ґрунті, а також у щілинах та порожнинах скель. У кладці два яйця. Інкубація триває близько місяця. Через два дні після вилуплення пташенята залишають гніздо і під заклики батьків вирушають до моря. Після цього батьки годують пташенят впродовж місяця виключно у відкритому морі.